# Eleccions municipals de 1995 a Cabra del Camp
Les eleccions municipals de 1995 a Cabra del Camp van ser unes eleccions locals que es van celebrar el diumenge 28 de maig de 1995 a Cabra del Camp, a l'Alt Camp, com a part de les eleccions municipals espanyoles. Es van triar els 7 regidors de l'Ajuntament de Cabra del Camp.

## Sistema electoral
Les eleccions als ajuntaments de l'Estat espanyol estan fixades per celebrar-se el quart diumenge de maig cada quatre anys. El sistema electoral fa servir la regla D'Hondt amb representació proporcional, llistes tancades i una barrera electoral del 5% dels vots vàlids, que inclou els vots en blanc. La votació per a l'assemblea local es basa en el sufragi universal.
En les eleccions municipals, la circumscripció electoral és el municipi i el nombre d'escons (o sigui, regidors) a triar del municipi es determina en funció del nombre d'habitants censats en aquest municipi. En el cas de Cabra del Camp, en tenir 399 persones censades, l'hi correspon 7 regidors.

## Candidatures
El 2 de maig del mateix any, la Junta Electoral de Zona de Valls va proclamar l'única candidatura del municipi de Cabra del Camp en el Butlletí Oficial de la Província de Tarragona.
| Partit polític | Partit polític                              | Cap de llista       | Resta de candidats |
| -------------- | ------------------------------------------- | ------------------- | --- |
|                | Grup d'Independents de Cabra del Camp (FIC) | Joan Grimau Gavaldà | Llista - Ramon Rovira Marató - Ramon Inglés Queralt - Ignasi Puig Bonet - Josep Maria CaneJa Canela - Joan Inglés Queralt - Joan Queralt Targa Suplents: Magí Anglès Mateu, Josep Fontova Vendrell, Jaume Ferran Miró |

## Jornada electoral

### Constitució de les meses
En aquell moment, Cabra del Camp tenia una població de 469 habitants, dels quals 399 persones van ser cridades a votar a l'única mesa que es va constituir al municipi.

### Participació
La participació en aquestes eleccions va ser de 57,4%, el qual cosa implica que un total de 229 ciutadans del municipi van decidir exercir el seu dret a vot. Comparant aquesta participació amb la mitjana catalana, Cabra del Camp va registrar una xifra pràcticament idèntica, situant-se en 7,4 punts percentuals per sota.
A continuació, es presenta una taula amb els percentatges de participació registrats a diferents hores del dia de les eleccions:
| Hores              | Cabra del Camp |
| ------------------ | -------------- |
| Participació (14h) | 34,8% ( 4,5%)  |
| Participació (18h) | 49,9% ( 6,5%)  |
| Participació (20h) | 57,4% ( 9,1%)  |